# Cupa României 1972-1973
Ediția 1972-1973 a fost a 35-a ediție a Cupei României la fotbal. A fost câștigată de Chimia Râmnicu Vâlcea, echipă de Divizia B, care a învins-o în finală (cunoscută în presa vremii ca „Finala desculților”) pe Constructorul Galați, echipă din Divizia C, cu scorul de 3-0. S-a disputat un meci-rejucare după primul meci care s-a terminat la egalitate, scor 1-1. Câștigătoarea ediției anterioare, Rapid București, a fost eliminată în optimi de SC Bacău.

## Desfășurare
Toate meciurile, exceptând finala (care a avut loc în București) s-au jucat pe teren neutru. În șaisprezecimi au participat 32 de echipe, din care făceau parte și cele din Divizia A. Dacă după 90 de minute scorul era egal se jucau două reprize de prelungiri a câte 15 minute. Dacă după prelungiri scorul era tot egal, echipa din liga inferioară se califica mai departe. Dacă ambele echipe jucau în aceeași ligă, atunci soarta calificării se decidea la loviturile de departajare. În cazul în care în faza șaisprezecimilor se consemna un rezultat de egalitate după prelungiri, atunci echipa oaspete se califica în următoarea etapă.

## Șaisprezecimi
| Data             | Echipă gazdă        |   | Echipă oaspete      | Rezultat            |
| ---------------- | ------------------- | - | ------------------- | ------------------- |
| 2 decembrie 1972 | CSM Făgăraș         | – | Dinamo              | 0:7 (0:4)           |
|                  | Constructorul       | – | Jiul Petroșani      | 1:0 (0:0)           |
|                  | Metalul Oradea      | – | U Cluj              | 1:4 (1:2)           |
| 3 decembrie 1972 | Vagonul Arad        | – | SC Bacău            | 0:4 (0:1)           |
|                  | Metalul București   | – | U Craiova           | 4:0 (1:0)           |
|                  | Rocar               | – | UTA Arad            | L.i. 3:3 (1:1, 2:2) |
|                  | Progresul București | – | Petrolul Ploiești   | L.i. 1:1 (0:0, 0:0) |
|                  | Oțelul              | – | CSM Reșița          | 1:0 (1:0)           |
|                  | Minerul Lupeni      | – | Steaua București    | 0:1 (0:0)           |
|                  | FC Bihor            | – | Sportul Studențesc  | 0:1 (0:0)           |
|                  | Pașcani             | – | Argeș Pitești       | 1:2 (1:0)           |
|                  | Știința Petroșani   | – | ASA Tîrgu Mureș     | 2:1 (0:1)           |
|                  | Ceahlăul            | – | CFR Cluj            | L.i. 1:1 (1:1, 1:1) |
|                  | Chimia R Vâlcea     | – | Steagul Roșu Brașov | 1:0 (1:0)           |
|                  | CSM Sibiu           | – | Farul               | L.i. 1:1 (1:0, 1:1) |
|                  | Carpați Sinaia      | – | Rapid               | L.i. 0:0            |

## Optimi
| Data        | Oraș                  | Echipă gazdă      |   | Echipă oaspete     | Rezultat                 |
| ----------- | --------------------- | ----------------- | - | ------------------ | ------------------------ |
| 30 mai 1973 | Brașov                | U Cluj            | – | Sportul Studențesc | i.E. 4:3 (0:1, 1:1, 1:1) |
|             | București             | Argeș Pitești     | – | Farul              | 2:1 (0:0)                |
|             | Buzău                 | Petrolul Ploiești | – | Oțelul             | 2:1 (2:0)                |
|             | Drobeta Turnu Severin | Metalul București | – | UTA Arad           | L.i. 1:1 (0:0, 1:1)      |
|             | Galați                | SC Bacău          | – | Rapid              | 2:1 (1:0)                |
|             | Hunedoara             | Chimia R Vâlcea   | – | CFR Cluj           | 1:0 (0:0)                |
|             | Ploiești              | Constructorul     | – | Dinamo             | 1:0 (0:0)                |
|             | Sibiu                 | Steaua București  | – | Știința Petroșani  | 4:1 (3:0)                |

## Sferturi
| Data          | Oraș      | Echipă gazdă      |   | Echipă oaspete    | Rezultat            |
| ------------- | --------- | ----------------- | - | ----------------- | ------------------- |
| 24 iunie 1973 | Brașov    | Steaua București  | – | U Cluj            | 1:0 (1:0)           |
|               | București | Constructorul     | – | SC Bacău          | L.i. 1:1 (0:1, 1:1) |
|               | Constanța | Metalul București | – | Petrolul Ploiești | L.i. 1:1 (1:0, 1:1) |
|               | Ploiești  | Chimia R Vâlcea   | – | Argeș Pitești     | 2:1 (0:1)           |

## Semifinale
| Data          | Oraș     | Echipă gazdă    |   | Echipă oaspete    | Rezultat                 |
| ------------- | -------- | --------------- | - | ----------------- | ------------------------ |
| 27 iunie 1973 | Pitești  | Chimia R Vâlcea | – | Metalul București | i.E. 5:4 (0:2, 2:2, 2:2) |
|               | Ploiești | Constructorul   | – | Steaua București  | L.i. 2:2 (1:1, 2:2)      |

## Finala
| 2 iulie 1973 | Chimia R Vâlcea | 1 – 1 | Constructorul | Stadionul 23 August, București Spectatori: 8000 Arbitru: Aurel Bentu (București) |
| 2 iulie 1973 | 39' Filip Șutru |       | Cernega 65'   | Stadionul 23 August, București Spectatori: 8000 Arbitru: Aurel Bentu (București) |

### Rejucare
| 3 iulie 1973 | Chimia R Vâlcea                              | 3 – 0   | Constructorul | Stadionul 23 August, București Arbitru: Nicolae Petriceanu (București) |
| 3 iulie 1973 | 8' Vasile Iordache 54', 56' Gheorghe Gojgaru | Cronică |               | Stadionul 23 August, București Arbitru: Nicolae Petriceanu (București) |

| CHIMIA RÂMNICU-VÂLCEA: |                      |  |     |
|                        |                      |  |     |
| P                      | Ștefan Stana         |  |     |
| F                      | Gheorghe Burlacu     |  |     |
| F                      | Teodor Ciobanu       |  |     |
| F                      | Constantin Pintilie  |  |     |
| F                      | Nicolae Petrică      |  |     |
| M                      | Ion Haidu            |  |     |
| M                      | Ion Ionescu          |  |     |
| A                      | Filip Șutru          |  |     |
| A                      | Costică Donose       |  |     |
| A                      | Gheorghe Gojgaru 88' |  |     |
| A                      | Vasile Iordache 79'  |  |     |
| Schimbări:             |                      |  |     |
| A                      | Iulian Orovitz       |  | 79' |
| A                      | Dumitru Popescu      |  | 88' |
| Antrenor:              |                      |  |     |
| Dumitru Anescu         |                      |  |     |

| CONSTRUCTORUL GALAȚI: |                        |  |     |
|                       |                        |  |     |
| P                     | Șerbănoiu              |  |     |
| F                     | Petre Botea            |  |     |
| F                     | Olteanu                |  |     |
| F                     | Podeț                  |  |     |
| F                     | Petrea 58'             |  |     |
| M                     | Constantin Ploieșteanu |  |     |
| M                     | Cernega                |  |     |
| A                     | Ghica 67'              |  |     |
| A                     | Vochin                 |  |     |
| A                     | Ion Ioniță             |  |     |
| A                     | Manta                  |  |     |
| Schimbări:            |                        |  |     |
| F                     | Adamache               |  | 58' |
| A                     | Stoleru                |  | 67' |
| Antrenor:             |                        |  |     |
| Vasile Luban          |                        |  |     |